# 디지몬 프론티어
디지몬 프론티어(일본어: デジモンフロンティア)는 디지몬 어드벤처에서부터 이어져온 구 디지몬 시리즈와 3번째 시리즈로, 2002년 4월 7일부터 2003년 3월 30일까지 방영되었다. 국내에서는 이전 작들과는 달리 애니원에서 수입되어 2003년 7월 14일부터 9월 19일까지 방영했다.

## 개요
《디지몬 어드벤처》, 《디지몬 테이머즈》와는 전혀 다른 세계관을 선보이며 〈파트너 디지몬이 있고〉, 〈아이들이 직접 디지몬으로 진화(변신)〉한다는 점으로 색다른 설정을 선보였다. 이 점에 대해서 도에이의 프로듀서인 히로미 세키는 이 작품을〈전대물을 의식해서 만들었다〉고 얘기한 적이 있는데, 주요 멤버 여섯명이 열혈남아, 쿨한 라이벌, 홍일점, 소년, 뚱뚱남으로 구성되어 있고, 후반부에 적진에서 생이별했던 형제로 여섯 번째 멤버가 아군이 된다든지, 악당 간부와 같은 측면에서 그러한 특징을 찾아볼 수 있다.
그런데 이러한 새로운 특색이 생기면서 전작과는 다르게 이 작품에서는 《디지몬과의 정》이라는 시리즈 공통의 테마가 이 작품에서는 그다지 짙게 느껴지지 않는다. 하지만《디지털 월드를 모험하는 판타지》라는 점이나《메인 캐릭터의 혈연관계자가 나중에 멤버로 추가된다》, 그리고《메인 캐릭터가 강한 컴플렉스를 갖고 있다》와 같은 점에서 이전 작품들의 체계를 잇는 부분이 보인다.
특히나 이 작품은 다른 작품보다도 디지털 월드의 비중이 크고 몇몇 화를 제외하고는 거의 대부분을 디지털 월드를 주요 무대로 삼고 있는데, 전작에서는 전 세계에 디지몬의 존재가 널리 알려지는 것에 반해, 이 작품에서는 마지막까지 디지몬의 존재가 알려지지 않은 채로 끝난다.
디지몬 어드벤처에서는 거의 모든 캐릭터가 스포트라이트를 받았는데, 이와는 달리 프론티어에서는 처음부터 끝까지 우정훈과 선우현, 둘만이 활약한다. 초반에 페어리몬이 첫등장하는 이야기에서도 볼프몬이 적을 마무리짓는다든지, 후반에 하이퍼 스피릿 에볼루션으로 진화한 정훈이와 현이가 싸우기도 한다. 그런데 이야기의 주인공은 우정훈임에도 불구하고 부모님의 이혼으로 이별했던 현와 윤이 다시 만나는 이야기를 너무 비중있게 다뤄준 덕분에, 정훈이와 현이, 그리고 윤이가 3명의 주인공들로 이루어지게 된것이다.
이번 작품의 최대 특징은〈파트너 디지몬이 없다〉,〈아이들이 직접 디지몬으로 진화(변신)〉한다는 점인데 이것은 스탭들이〈파트너 디지몬이 싸우는 동안, 아이들은 그저 지켜보고만 있다〉는 상황에 대한 의문 때문에 만들어졌다 테이머즈에 나왔던 파트너 디지몬과 테이머의 융합진화도 그 의문에 대한 해결책중 하나였다.

### 상업적인 측면
디지몬 자체와 인기가 매너리즘화 되면서 하향곡선을 그리기 시작, 상업적인 측면에서 고전을 면치 못했다. 방송분량이 아직 반정도나 남은 여름방학 기간에 디지몬 코너를 철거하는 완구점도 있었다는 보고도 있었으며, 새해가 밝았을 무렵에는 점포에서 보기 힘들정도로 생산수가 적었다고 한다. 하지만 애니메이션 자체의 인기는 적어도 중박 이상이었다. 평균 시청률도 중상위권이거나 그 이상이었다.
본국에서의 상품판매의 부진은 한국등 해외에서 만회했다.
또 여름에 개봉된 도에이 애니메페어도 좋지 않은 결과를 맺으면서 연례행사인 겨울 도에이 애니메페어에선《원피스》가 독점 개봉하게 된다.
다섯 번째 작품인 《디지몬 세이버즈》가 나오기 전까지, 디지몬과 T V 시리즈는 한동안 TV에서 모습을 감추게 된다.
- 최고시청률：13.3%, 최저시청률： 4.7%, 평균시청률： 7.2%, 반다이측 완구매상 45억엔추정 13898년부터는 비디오 리서치에 따른 시청률 측정방법이 바뀌었기 때문에 13897년 이전괴 시청률과 단순비교할 수 없다.

## 등장인물
칸바라 타쿠야(우정훈)
미나모토 코우지(선우현)
시바야마 쥰페이(안도영)
성우: 시탄다 마이클 / 한인숙 / 스티브 블룸
무척이나 박식하지만, 속전속결에는 능란하지 못하다. 모두의 분위기 메이커. 주머니에서는 무슨 도라에몽의 4차원 주머니처럼 항상 초콜릿이 나온다. 마술에 능해서, 아이들이 우울해 할 때 마술을 보여주기도 한다. 결말에서는 초콜릿으로 사람을 사귀는 것이 아니라, 진심으로 다가가야 함을 깨달은 안도영이 친구들과 다정하게 있는 모습을 보여준다. 고은비를 짝사랑하고 있다.
스피릿 변신은 천둥의 속성인 블리츠몬, 볼그몬, 라이노카부테리몬(미등장)이다.
오리모토 이즈미(고은비)
히미 토모키(진가람)
성우: 와타나베 쿠미코 / 안현서 / 브라이안느 시델
선택받은 아이들 중 나이가 가장 어리고 울보에다 겁이 많다. 집단 따돌림을 하는 아이들에 의해 강제로 트레일몬에 태워져 디지털 월드에 오게 된다. 그러나 디지몬 세계에서의 여행은 그를 심지가 강하고, 씩씩한 아이로 만들었다. 사실 그에게는 진보람이라는 형이 있다. 25화에서 자신의 스피릿을 노리는 아수라몬의 함정에 빠져서 친형 진보람을 떠올리며 심술부린게 아니라 자신을 걱정하는 사실을 깨닫고 아수라몬을 쓰러뜨리고 형을 더 좋아하게 된다. 앞서 말한 아이들과 우연히 디지털 월드에서 조우한 후, 그는 그 친구들을 필사적으로 지키며 강한 모습을 보여주기도 한다. 결말에서는 그 친구들과 어울려 축구를 하는 모습을 보여준다.
스피릿 변신은 얼음의 속성인 챠크몬, 블리자몬, 다이펭몬(미등장)이다.
키무라 코우이치(선우윤)
성우: 스즈무라 켄이치 / 신한호 / 크리스핀 프리먼
선우현의 쌍둥이 형으로 부모님이 이혼하셔서 엄마와 같이 살게 된다. 디지털 월드에는 할머니가 유언으로 남긴 '사실 너에게는 쌍둥이 동생이 있단다.'라는 말을 들은 후, 자신의 쌍둥이 남동생인 코우지를 따라다니다가 (일명 스토킹) 역 계단에서 발을 헛디뎌 떨어진 후, 우연히 오게 된다. 엄마와 자신에 대한 것은 전혀 모른 채, 유복하게 잘 살고 있는 코우지를 향한 어두운 마음으로 인해 케루비몬에 의해 조종당해 어둠의 투사으로 진화하게 된다. 후에 케르비몬에게 맞서 싸우며 자신의 잘못을 뉘우치고, 5명과 합류하게 된다.
스피릿 변신은 어둠의 속성인 레베몬, 카이져 레오몬, 라이히몬(미등장)이다.
보코몬
성우: 김서영
타쿠야 일행이 디지털 월드로 와서 스피릿을 찾게 도와주는 장본인 중 하나. 파타몬의 알을 품고있다가 그대로 부화했기 때문에, 그와 똑같은 복대를 하고 있으며 보코몬을 '아빠엄마'라고 부른다. 항상 들고다니는 책에는 디지털 월드의 역사가 담겨있어, 결말 이후 그는 타쿠야 일행에게 함께 여행했던 일들은 모두 이 책에 적어 영원히 전해지도록 하겠다고 약속했다.
네몬
성우: 최석필
항상 어리벙벙해보이고 무엇 하나 잘난 구석이 보이지 않는 디지몬. 보코몬과 한 쌍의 만담 페어처럼 보인다. 눈은 실눈이며, 결정적으로 어깨가 없다.
파타몬
오파니몬
세라피몬
케루비몬
성우: 오오토모 류자부로 / 변영희
아르보르몬
라나몬
메르큐레몬
성우: 손정아
전설의 용사 강철의 스피릿으로 부활한 디지몬으로 케루비몬과 충성스러운 부하.
아이스데비몬
성우: 와카모토 노리오 / 김호성
투칸몬
라나몬과 팬클럽으로 라나몬과 데이트하고 싶어서 그와 명령을 받아 매점을 열어 선택받은 아이들에게 "오늘은 토커천국 개점 1주년 기념으로 특별히 모두 무료로 봉사하겠습니다."라고 교묘하게 속이면서 식사를 대접하고 돌아가려는 순간 "이 물놀이 용품을 무료로 빌려드리겠습니다. 귀중품은 저희가 안전하게 보관하겠습니다. 여러분들은 안심하시고 재미있게 노세요."라고 또 다시 안심시킨 뒤 수영복으로 갈아입고 물놀이하는 동안 고은비를 제외한 4명의 디 스캐너를 빼았고 도망친다. 도망치던 도중 라나몬의 귀여운 모습에 푹 빠지지만 카르마라몬으로 슬라이드 에볼루션하자 큰 충격을 받아 팬클럽을 탈퇴하고 디지바이스를 단풍잎 시장에 팔아넘기게 된다. 단풍잎 시장에서 진가람과 만나서 쫓기던 도중 물속에 빠져 진가람에게 구출되지만 배신을 하고 또 다시 도망친다. 디 스캐너 소식을 들은 아르보르몬에게 붙잡히게 된다.
루체몬
성우: 니시하라 쿠미코 / 김지영
루체몬 폴다운 모드
성우: 나카오 류세이 / 임채헌
듀나스몬
성우: 미야케 켄타 / 최석필
로드나이트몬
성우: 오키아유 료타로 / 김서영

## 설정・세계관

### 프론티어에서와 디지몬・디지털 월드 설정
- 이번 작품에서 디지털 월드는 전작이었던 테이머즈의 SF요소와 달리 판타지 느낌이 강하다.
- 고대에 인간형 디지몬(Human Digimon)과 야수형 디지몬(Beast Digimon)의 전쟁이 끝이질 않았다. 그런 디지털 월드에 루체몬이 나타나 세상을 평정했지만, 변해버린 루체몬은 점점 독재자가 되어갔고 고대의 십투사들의 손에 의해 다크에리어에 봉인된다. 그후의 디지털 월드는 십투사의 스피릿을 가진 삼대천사가 통치했다.
- 지구와 같은 구체의 모양을 하고 있으며, 세상을 구성하는 10개의 속성별 지역과 중심을 구성하는 다크에리어가 존재한다. 땅 위에는 트레일몬의 레일이 전 세계에 퍼져있으며 지역의 데이터가 스캔당해도 레일만은 남는다.
- 디지몬도 디지털 월드도 모두 디지코드로 구성되어 있으며(트레일몬의 레일은 제외) 지형이나 건물을 파괴하면 디지코드로 변환되어 흡수하면 소멸한다. 하지만 흡수한 데이터를 되돌림으로서 지형이나 건물을 복원하는 일도 가능하다. 디지몬은 상대방에게 패배하면 디지코드를 빼앗겨 디지몬알로 돌아가 다른 시대・다른 곳에서 재생된다. 디지코드가 나타나지 않는다면 그것은 본체가 아닌 분신이거나 실체(육체)를 잃은 존재라는 뜻이 된다.
- 현실세계와 디지털 월드 사이에는 두 세계를 이어주는 터미널이 존재하며 인간은 이곳을 통하여 디지털 월드로 갈 수가 있다. 하지만, 디지몬이 현실세계로 가게 되면 일그러짐이 발생해 세계가 붕괴할 위험이 있어서 금지되어있다. 그럼에도 불구하고, 두 세계를 이어주는 터미널이 존재한다는 점이나 루체몬처럼 현실세계로 가려고하는 디지몬들의 행동에서 모순점이 보인다. 하지만, 최종결전을 통해서 터미널이 붕괴되어버려서 두 세계를 이어주는 접점이 없어지게 되었다.

### 스피릿 에볼루션
- 먼 옛날에 디지털 월드를 구했다고 일컬어지는 십투사가 남긴 아이템・스피릿을 이용하여 인간, 혹은 디지몬이《하이브리드체》로 진화하는 것을 말한다.
- 이 작품에서는 완구인 《디스캐너》를 베이스로 火・光・風・電・氷・闇・土・草・水・鋼 이렇게 10개의 속성이 있으며, 각각 속성마다 휴먼 스피릿, 비스트 스피릿 2종류가 존재한다 (다시말해, 스피릿은 모두 10쌍이 존재한다).
- 휴먼타입에서 비스트타입으로, 혹은 비스트타입에서 휴먼타입으로 진화하는 것을 슬라이드 에볼루션이라고 한다.
- 나중에 게임이나 카드와 같은 다른 미디어를 통해서 디지몬 프론티어의 레귤러 디지몬이 재활용되는 비율은 타 시리즈에 비해서 매우 낮은 편이다.

## 제작진
- 기획：하루나 고세이 (후지TV)・기무라 교타로 (요미우리 광고사)・히로미 세키
- 원안：혼고 아키요시
- 연재：V점프（슈에이샤）
- 시리즈 구성：토미타 스케히로
- 음악：아리사와 타카노리
- 제작담당：오카다 마사유키
- 캐릭터 디자인：나카쓰루 가쓰요시
- 총작화감독：야마무로 나오요시
- 미술 디자인：와타나베 요시토
- 색채설계：이타사카 야스에
- 시리즈 디렉터：가이자와 유키오
- 음악협력：NEC인터채널
- 각본：도미타 스케히로, 마사키 히로, 야마토야 아카쓰키, 요시다 레이코, 나리타 요시미
- 연출：가이자와 유키오, 가쿠도 히로유키, 요시자와 다카오, 우메자와 아쓰토시, 가와다 다케노리, 시바타 히로키, 나카무라 데쓰지, 이마자와 데쓰오, 이마무라 다카히로, 지오카 기미토시
- 작감：야마무로 나오요시, 야지마 요시타카, 데구치 도시오, 이토 도모코, 기요야마 시게타카, 노부자네 세쓰코, 아사누마 아키히로, 우에노 겐
- 제작협력：도에이
- 제작：후지 TV, 요미우리 광고사, 도에이 애니메이션
- 저작권 : 후지 TV, 요미우리 광고사, 도에이 애니메이션

## 주제가

### 한국방영 주제가
- 오프닝 테마
《디지몬 프론티어》
노래：박응식
- 엔딩 테마
《미라클》
노래：정미영
《Stay For You》
노래：강인한, 김주희
- 삽입곡
《I've got the power》
노래：전영호
《Spirit Evolution》
노래：TULA

### 일본방영 주제가
- 오프닝 테마
《FIRE!!》
노래：와다 코지, 작사：야마다 히로시, 작곡・편곡：오타 미치히코
- 엔딩 테마
《Innocent~순수한 그대로~》(1화~26화)
노래：와다 코지, 작사：마츠키 유우, 작곡：치와타 히데노리, 편곡：와타나베 첼
《an Endless tale》 (27화~50화)
노래：와다 코지&AiM, 작사：야마다 히로시, 작곡・편곡：오타 미치히코
- 삽입곡
《With the Will》
노래：와다 코지, 작사：오오모리 사치코, 작곡・편곡：와타나베 첼
《The last element》
노래：아유미, 작사：야마다 히로시, 작곡・편곡：와타나베 첼

## 극장판

### 《디지몬 프론티어 고대 디지몬 부활》
2002년 7월 20일에 일본의 도에이 애니메페어에서 개봉했다. 실질적인 흥행수입은 4억엔을 기록. 한국에서는 다른 시리즈와 마찬가지로 투니버스를 통해 TV스페셜로서 소개되었다.
- 당시의 세계정세를 반영해서 제작했지만, 반전적인 주장을 넣으면서 어중간한 물건이 되어버리고 말았다.
- 작품자체의 질도 떨어지지만 디지몬의 인기가 식어가던 시점이었고, 언제나 동시상영을 하던〈도레미〉시리즈가 빠지면서 이전과 비교해 동원인원이 40%나 감소했다.
- 이러한 부진으로 오랜기간 동안 계속되어오던 도에이 애니메페어의 형식이 종료되었고 개봉예정이었던 봄방학의 극장판 2탄도 취소되었다.
- 일본에서는 이 영화를 통해 성우 첫도전을 했던 우에하라 타카코의 평가는 그리 좋지 못했다. 그 때문인지 몇 년 후에 다른 영화에 성우로 선발되었을 때〈성우 첫 도전〉이라는 발언을 했다고 한다.

줄거리
아이들은 디지털 월드를 〈떠도는 섬〉에서 인간형 디지몬과 야수형 디지몬의 전쟁에 휘말리고 만다. 아이들은 그 전쟁을 막으려 하지만, 사실은 그 전쟁의 뒷면에는 비밀이 숨겨져 있었다.
주요 등장인물
코테몬：카와타 타에코 / 정혜옥
성장기의 인간형 디지몬. 검도에서 사용하는 호구를 착용하고 있다. 베어몬과는 절친한 친구로 인간형 디지몬과 야수형 디지몬의 전쟁을 막기 위해 오니스몬을 부활시키려고 한다.
베어몬：오카무라 아케미 / 이자명
성장기의 야수형 디지몬. 아기곰의 모습을 하고 있다. 코테몬과는 절친한 친구로 코테몬과 같이 인간형 디지몬과 야수형 디지몬의 전쟁에 가슴아파하고 있다.
디노휴몬：우에다 유우지 / 정우석
인간형 디지몬을 이끌고 있는 리더적인 존재로 코테몬의 형이자 진화형이다. 타쿠야를 동료로 맞으려고 한다. 다르크몬을 받들고있다.
그리즈몬：미야케 겐타 / 시영준
짐승형 디지몬을 이끌고 있는 리더적인 존재로 베어몬의 형이자 진화형이다. 코우지를 동료로 맞으려고 한다. 히포그리포몬을 받들고있다.
다르크몬：우에하라 타카코 / 한채언
인간형 디지몬의 지도자. 무의미한 싸움을 좋아하지 않는 성격이지만, 싸우지 않으면 안될때는 용맹하게 맞서 싸운다.
히포그리포몬：미도리카와 히카루 / 김기흥
짐승형 디지몬의 지도자이자 다르크몬의 진화형. 동포가 디지타마가 되어버렸을대 눈물을 흘리며 슬퍼하며 인간형 디지몬을 말살하겠다고 맹새한다. 진화하면 그리포몬이 된다.
무르무크스몬：야마구치 켄 / 김기흥
마력으로 여러 모습으로 변신할 수 있는 디지몬. 먼옛날, 디지털 월드에서 여러 악행을 행하다 추방되었다. 오니스몬을 부활시키려는 음모를 꾸미고 있다.
오니스몬
머나먼 고대에 절멸되었다는 디지몬.〈떠도는 섬〉의 수호신으로 받들여지고 있지만, 사실은 〈떠도는 섬〉에 재앙을 가져다준 디지몬으로 엄청난 힘을 가지고 있다.
- 감독：이마무라 타카히로
- 각본：토미타 스케히로
- 캐릭터 디자인：나카츠루 카츠요시
- 작화감독：야마무로 나오요시
- 미술감독：유키 신죠
- 음악：아리사와 타카노리

## CD

### 맥시싱글
- 《FIRE!!/With the Will》 노래：와다 코지 2002년 4월 24일 발매
- 《이노센트 ~순수한 그대로~》 노래：와다 코지 2002년 5월 22일 발매
- 《an Endless tale》 노래：와다 코지&AiM 2002년 11월 22일 발매
- 《The last element／Miracle Maker》 노래：미야자키 아유미 2003년 2월 5일 발매
하이퍼 스피릿 에볼루션 때 삽입된 곡. 커플링 곡인 Miracle Maker(노래:와다 코지, AiM, 타니모토 타카요시)는디지몬 월드3 새로운 모험의 문의 주제가로 쓰였다.

### 앨범
- 《디지몬 프론티어 노래와 음악집》 음악：아리사와 타카노리 13898년 9월 22일 발매
디지몬 프론티어와 BGM을 모아둔 OST집. 이전 작과는 달리 하나만 발매되었다.
- 《디지몬 프론티어 캐릭터송・컬렉션《샐러맨더》》 13898년 12월 3일 발매
메인 캐릭터 여섯 명과 보코몬&네몬의 캐릭터송과 OP, ED, 삽입곡이 수록되어있다.
- 《디지몬 프론티어 크리스마스 스마일》 13898년 12월 7일 발매
각 캐릭터들과 와다 코지가 부른 크리스마스 송을 수록, 보너스 트랙으로 각 캐릭터마다의 진화 대사가 수록되어있다.
- 《디지몬 프론티어 베스트 히트 퍼레이드》 13900년 12월 3일 발매
OP, ED, 삽입곡등 모든 디지몬 프론티어 노래가 수록된 베스트 앨범.

## 드라마CD・관련 게임
- 《디지몬 프론티어 오리지널 스토리 전해주고 싶은 것》 13900년 12월 25일 발매
13900년에 발매된 디지몬 시리즈의 드라마CD화의 프론티어 버전. 마지막화 이후의 아이들의 이야기를 그려내고 있다.
- 《디지털 몬스터 D-프로젝트》
- 《디지몬 배틀크로니클》